# Jin Nong
Jin Nong (ur. 1687, zm. 1764) – chiński artysta żyjący w czasach dynastii Qing.
Był malarzem, kaligrafem, poetą, a także kolekcjonerem i bibliofilem. Pochodził z Hangzhou w prowincji Zhejiang, większość życia spędził jednak w Yangzhou. Zaliczany do grupy tzw. Ośmiu Ekscentryków z Yangzhou. Prowadził żywot niezależnego uczonego, nie sprawując nigdy żadnych funkcji urzędniczych (zaoferowaną mu w 1736 roku dworską posadę odrzucił).
Wykonywał tradycyjne malarstwo tuszem, uwieczniając głównie bambusy, ptaki i kwiaty, chociaż sięgał też po inne tematy, m.in. konie i sceny buddyjskie. Będąc kolekcjonerem studiował dzieła dawnych mistrzów, co pozwoliło mu na opracowanie własnego stylu kaligraficznego, inspirowanego napisami na brązach. Jego uczniami byli Luo Ping i Xiang Zhun.

## Obrazy Jin Nonga w Muzeum Tianjinu

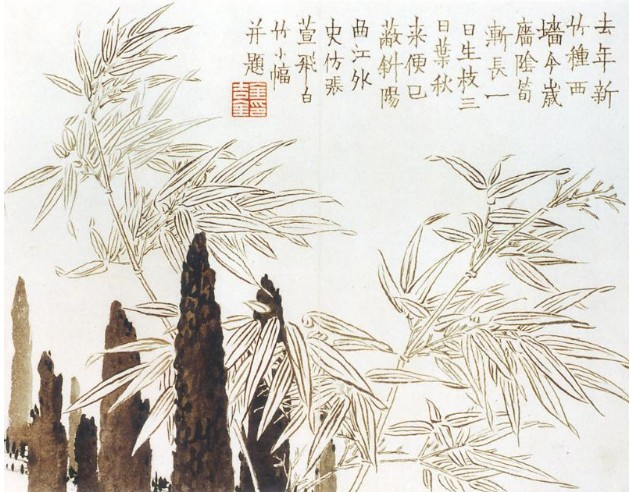
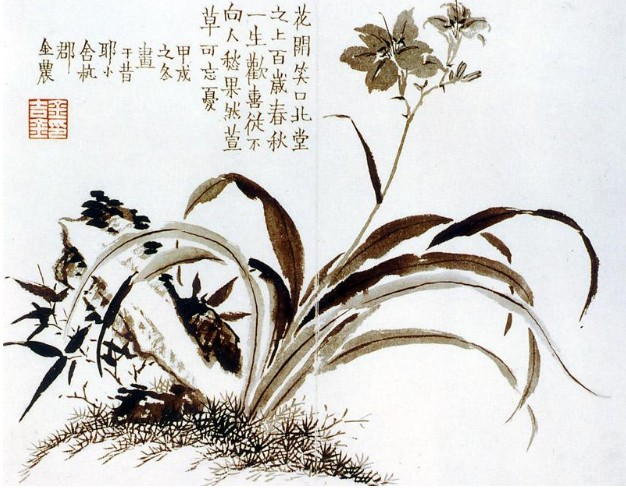
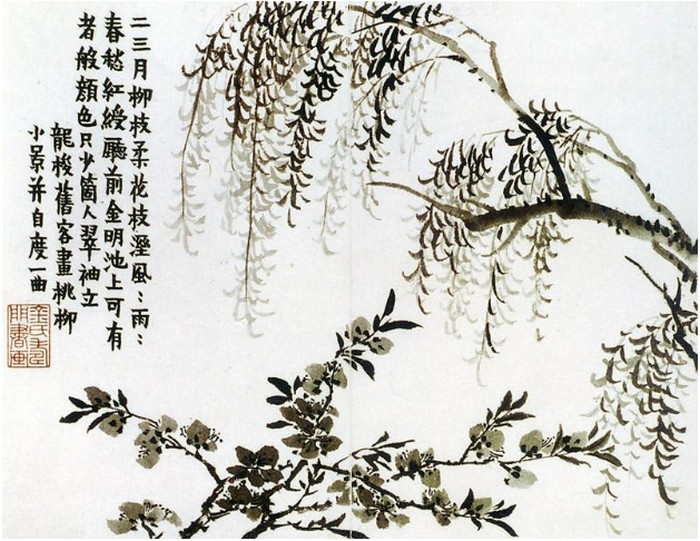